# Adrián Caetano
Israel Adrián Caetano (Montevideo, Uruguai, 1969), conegut com a Adrián Caetano, és un director de cinema, productor i guionista uruguaià.

## Biografia
Sovint se l'acredita com 'Adrián Caetano. Treballa principalment al cinema de l'Argentina i, de vegades, obté finançament per a les seves pel·lícules a Europa. Viu a Buenos Aires. Als setze anys, la seva família es va traslladar a Córdoba (Argentina). Quan ja era gran, va gravar diversos vídeos curts com Visite Carlos Paz i Calafate.
El 1995, Caetano va guanyar un premi en un concurs de guions. Els diners guanyats li van permetre filmar el curt Cuesta abajo, el seu primer treball filmat en 35mm. Va seguir Pizza, birra, faso (1998, codirigida amb Bruno Stagnaro). La pel·lícula va tenir una bona acollida als diferents festivals de cinema on es va projectar.
El 1996, Caetano va guanyar una  Beca d'Arts als Mitjans, finançada per la Fundació Rockefeller a Nova York. També ha dirigit programes i comercials per a televisió.
El 2005 va retornar a l'Uruguai a rodar la minisèrie per a televisió Uruguayos Campeones.

## Nou cinema argentí
La crítica de cinema Manohla Dargis, escrivint a Los Angeles Times, qualifica Caetano "una figura destacada del nou cinema argentí". Ella assenyala que el primer llargmetratge de Caetano, el llançament del 1998 de  Pizza, birra, faso  va ajudar a impulsar un "Nou cinema argentí".
El seu primer llargmetratge, Bolivia (2001) va ser ben rebut pels crítics de cinema, tot i que va trigar tres anys a produir la pel·lícula a causa de les limitacions pressupostàries.
El 2006 es va estrenar la seva pel·lícula Crónica de una fuga, la història real de quatre homes que van escapar de la mort per poc a mans dels esquadrons de la mort militar argentins durant la dècada de 1970. La pel·lícula va ser un gran èxit de taquilla a l'Argentina, i es va projectar al 59è Festival Internacional de Cinema de Canes i al Festival Internacional de Cinema de Toronto. Ha guanyat i ha estat nominat a nombrosos premis.

## Filmografia
Director
- El otro hermano (2017)
- Mala (2013)
- NK: El documental (2011 - No estrenada en cines)
- Francia (2010)
- Crónica de una fuga (2006)
- Sangre roja, 100 años de gloria (migmetratge - 2005)
- 18-J (2004)
- Después del mar (2003) (telefilm)
- Un oso rojo (2002)
- Bolivia (2001)
- La cautiva (2001) (telefilm)
- Historias de Argentina en Vivo (2001)
- La expresión del deseo (migmetratge - 1998)
- Pizza, birra, faso (1997)
- No necesitamos de nadie (curt - 1996)
- Cuesta abajo (curt - 1995)
- Calafate (curt - 1994)
- Blanco y negro (curt - 1993)
- Visite Carlos Paz (curt - 1992)

Ajudant de direcció.
- Comisario Ferro (1999)

## Televisió
- Puerta 7 (Netflix, 2020)
- Apache, la vida de Carlos Tévez (Netflix, 2019)
- Sandro de América (Telefe, 2018)
- El marginal (TV Pública, 2016-presente)
- Prófugos (HBO, 2013)
- Lo que el tiempo nos dejó (Telefe, 2010)
- Sexo seguro (2007)
- Disputas (Telefe, 2003)
- Tumberos (América TV, 2002)

## Premis i nominacions
Premis Cóndor de Plata
| Any  | Categoria            | Pel·lícula          | Resultat  |
| ---- | -------------------- | ------------------- | --------- |
| 1999 | Millor pel·lícula    | Pizza, birra, faso  | Guanyador |
| 1999 | Millor opera prima   | Pizza, birra, faso  | Guanyador |
| 1999 | Millor director      | Pizza, birra, faso  | Nominat   |
| 1999 | Millor guió original | Pizza, birra, faso  | Guanyador |
| 2003 | Millor pel·lícula    | Bolivia             | Nominat   |
| 2003 | Millor guió adaptat  | Bolivia             | Guanyador |
| 2003 | Millor pel·lícula    | Un oso rojo         | Nominat   |
| 2003 | Millor director      | Un oso rojo         | Nominat   |
| 2003 | Millor guió original | Un oso rojo         | Nominat   |
| 2007 | Millor pel·lícula    | Crónica de una fuga | Guanyador |
| 2007 | Millor director      | Crónica de una fuga | Nominat   |
| 2007 | Millor guió adaptat  | Crónica de una fuga | Guanyador |
| 2014 | Millor documental    | NK                  | Nominat   |

Festival Internacional de Cinema de Sant Sebastià
| Any  | Categoria                          | Pel·lícula | Resultat  |
| ---- | ---------------------------------- | ---------- | --------- |
| 2001 | Premio Made in Spanish             | Bolivia    | Guanyador |
| 2009 | Premi Horizontes - Menció especial | Francia    | Guanyador |

Altres premis
- 2021, Premi Konex - Diploma al Mèrit com un dels 5 millors Directors de Televisió de la dècada a l'Argentina.
- 2018, Premi Martín Fierro al millor director, per Sandro de América
- 2011, Premi Konex - Diploma al Mèrit com un dels 5 millors Directors de Televisió de la dècada a l'Argentina.
- 2002, Premi Especial del Jurat, Festival Internacional del Nou Cinema Llatinoamericà de l'Havana, per Un oso rojo
- 2002, Esment especial ICCI, Mostra de Cinema Llatinoamericà de Lleida, per Bolivia
- 2002, Esment especial, VIII Mostra de Cinema Llatinoamericà de Lleida, per Bolivia
- 2002, Premi KNF, Festival Internacional de Cinema de Rotterdam, per Bolivia
- 2002, Premi Martín Fierro al millor director, per Tumberos
- 2001, Premi de la Crítica Jove al millor realitzador, Festival de Cinema de Canes, per Bolivia
- 2001, Premi FIPRESCI, Festival de Cinema de Londres, per Bolivia
- 1998, Premi FIPRESCI, Festival Internacional de Cinema de Friburg, per Pizza, birra, faso
- 1998, Gran Premi, Festival Internacional de Cinema de Friburg, per Pizza, birra, faso
- 1998, Kikito d'Or al millor director, Festival de Gramado, per Pizza, birra, faso
- 1998, Kikito d'Or a la millor pel·lícula, Festival de Cinema de Gramado, per Pizza, birra, faso
- 1998, Kikito d'Or al millor guió, Festival de Cinema de Gramado, per Pizza, birra, faso
- 1998, Gran Premi, Festival de Cinema Llatinoamericà de Tolosa de Llenguadoc, per Pizza, birra, faso